# Sainte-Foy (Saona e Loira)
Sainte-Foy è un comune francese di 133 abitanti situato nel dipartimento della Saona e Loira nella regione della Borgogna-Franca Contea.

## Società

### Evoluzione demografica
Abitanti censiti